# Conegliano
Conegliano – miasto i gmina we Włoszech, w regionie Wenecja Euganejska, w prowincji Treviso.
W mieście Conegliano urodził się napastnik Juventusu, Alessandro Del Piero.
Według danych na rok 2004 gminę zamieszkiwało 35 026 osób, 972,9 os./km².